# The Ring of the Ancients
The Ring of the Ancients (L'anello degli antichi dall'inglese) è il settimo album in studio del gruppo musicale power metal vicentino White Skull. È l'ultimo album con Gustavo "Gus" Gabarrò alla voce.
Il tema portante sul quale si basa il disco sono i Celti.
L'album è un concentrato di heavy metal e power metal, con qualche chiaro elemento thrash metal. Il primo singolo estratto è Ninth Night, del quale è stato anche girato un video musicale.

## Tracce
1. Ninth Night- 4:55
2. Guardians - 4:44
3. Head Hunters - 5:06
4. The Ring of the Ancients - 4:53
5. Half Moon Path - 4:24
6. From the Mist - 5:09
7. Ogam (Mystic Writings on the Stone) - 4:13
8. After the Battle (...Bottle) - 4:20
9. King With the Silver Hand - 4:39
10. Valhalla - 4:41 (cover dei Black Sabbath)
11. Marching to Alesia - 7:57
12. Tuatha de Danaan - 2:30

## Formazione
- Tony Fontò – chitarra ritmica
- Alex Mantiero - batteria
- Gustavo Gabarrò - voce
- Stefano "Steve" Balocco - basso
- Danilo Bar – chitarra solista